# Dr.STONE (mùa 1)
Dr.STONE là một bộ phim truyền hình anime Nhật Bản do TMS Entertainment sản xuất, dựa trên bộ truyện tranh cùng tên, được viết bởi Riichiro Inagaki, minh họa bởi Boichi và xuất bản trên tạp chí Weekly Shōnen Jump của Shūeisha. 3.700 năm sau khi ánh sáng bí ẩn biến toàn bộ người trên thế giới thành tượng đá, cậu bé thiên tài Senku Ishigami thoát khỏi trạng thái hóa đá, khi thế giới đã trở thành "Thế giới Đá" và tìm cách xây dựng lại nền văn minh nhân loại từ đầu. Bộ phim được đạo diễn bởi Shinya Iino, với Yuichiro Kido là người viết kịch bản và Yuko Iwasa là người thiết kế nhân vật. Kato Tatsuya, Hiroaki Tsutsumi và Yuki Kanesaka sáng tác nhạc cho bộ truyện. Mùa đầu tiên được phát sóng từ ngày 5 tháng 7 đến ngày 13 tháng 12 năm 2019 trên Tokyo MX và các kênh khác.  Mùa đầu tiên bao gồm 24 tập.  Anime này được Crunchyroll phát trực tuyến trên toàn thế giới bên ngoài Châu Á, và Funimation đã sản xuất một simuldub. Bản lồng tiếng Anh của anime bắt đầu được phát sóng trên khối lập trình Toonami của Adult Swim vào ngày 25 tháng 8 năm 2019.
Được sử dụng từ tập 1–13 là ca khúc chủ đề mở đầu đầu tiên là "Good Morning World!" của Burnout Syferences, trong khi ca khúc kết thúc đầu tiên là "Life" do Rude-α trình bày. Được sử dụng từ các tập 14–24 là nhạc chủ đề mở đầu thứ hai là "Sangenshoku" (三原色 n.đ. 'Ba màu cơ bản') do Pelican Fanclub trình bày, trong khi bài hát kết thúc thứ hai là "Yume no Yō na" (夢のような n.đ. 'Như một giấc mơ') do Saeki YouthK trình bày.

## Băng đĩa

### Tiếng Nhật
| Volume | Volume | Tập                                           | Artwork                                    | Ngày phát hành      | Chú thích |
| ------ | ------ | --------------------------------------------- | ------------------------------------------ | ------------------- | --------- |
|        | 1      | 1–4                                           | Ogawa Yuzuriha, Ishigami Senku & Oki Taiju | 16 tháng 8 năm 2019 | [ 9 ]     |
| 2      | 5–8    | Ishigami Senku & Shishio Tsukasa              | 20 tháng 11 năm 2019                       | [ 10 ]              |           |
| 3      | 9–12   | Ishigami Senku, Ginro, Kinro, Chrome & Kohaku | 18 tháng 12 năm 2019                       | [ 11 ]              |           |
| 4      | 13–16  | Ishigami Senku, Ruri & Chrome                 | 22 tháng 1 năm 2020                        | [ 12 ]              |           |
| 5      | 17–20  | Ishigami Senku, Kaseki, Suika & Gen Asagiri   | 19 tháng 2 năm 2020                        | [ 13 ]              |           |
| 6      | 21–24  | Ishigami Byakuya & Ishigami Senku             | 18 tháng 3 năm 2020                        | [ 14 ]              |           |

### Tiếng Anh
| Mùa       | Mùa   | Mùa   | Tập                  | Ngày phát hành bản thường | Ngày phát hành bản giới hạn | Ref.   |
| --------- | ----- | ----- | -------------------- | ------------------------- | --------------------------- | ------ |
|           | Mùa 1 | 1     | 1–12                 | 22 tháng 9 năm 2020       | N/A                         | [ 15 ] |
| 2         | Mùa 1 | 13–24 | 1 tháng 12 năm 2020  | 1 tháng 12 năm 2020       | [ 16 ] [ 17 ]               |        |
| Sách cứng | Mùa 1 | 1–24  | 14 tháng 12 năm 2021 | N/A                       | [ 18 ]                      |        |